# Parque Cidade Jardim
 (octobre 2023).
La mise en forme du texte ne suit pas les recommandations de Wikipédia : il faut le « wikifier ».
Les points d'amélioration suivants sont les cas les plus fréquents. Le détail des points à revoir est peut-être précisé sur la page de discussion.
- Les titres sont pré-formatés par le logiciel. Ils ne sont ni en capitales, ni en gras.
- Le texte ne doit pas être écrit en capitales (les noms de famille non plus), ni en gras, ni en italique, ni en « petit »…
- Le gras n'est utilisé que pour surligner le titre de l'article dans l'introduction, une seule fois.
- L'italique est rarement utilisé : mots en langue étrangère, titres d'œuvres, noms de bateaux, etc.
- Les citations ne sont pas en italique mais en corps de texte normal. Elles sont entourées par des guillemets français : « et ».
- Les listes à puces sont à éviter, des paragraphes rédigés étant largement préférés. Les tableaux sont à réserver à la présentation de données structurées (résultats, etc.).
- Les appels de note de bas de page (petits chiffres en exposant, introduits par l'outil «  Source ») sont à placer entre la fin de phrase et le point final[comme ça].
- Les liens internes (vers d'autres articles de Wikipédia) sont à choisir avec parcimonie. Créez des liens vers des articles approfondissant le sujet. Les termes génériques sans rapport avec le sujet sont à éviter, ainsi que les répétitions de liens vers un même terme.
- Les liens externes sont à placer uniquement dans une section « Liens externes », à la fin de l'article. Ces liens sont à choisir avec parcimonie suivant les règles définies. Si un lien sert de source à l'article, son insertion dans le texte est à faire par les notes de bas de page.
- La présentation des références doit suivre les conventions bibliographiques. Il est recommandé d'utiliser les modèles {{Ouvrage}}, {{Chapitre}}, {{Article}}, {{Lien web}} et/ou {{Bibliographie}}. Le mode d'édition visuel peut mettre en forme automatiquement les références.
- Insérer une infobox (cadre d'informations à droite) n'est pas obligatoire pour parachever la mise en page.

Pour une aide détaillée, merci de consulter Aide:Wikification.
Si vous pensez que ces points ont été résolus, vous pouvez retirer ce bandeau et améliorer la mise en forme d'un autre article.
Le Parque Cidade Jardim est un ensemble immobilier construit à São Paulo de 2008 à 2012. Les 7 plus hautes tours de l'ensemble font partie des dix plus hauts gratte-ciel de Sao Paulo.
L'ensemble est composé de 13 immeubles, 9 immeubles de logements et 4 de bureaux, et d'un centre commercial pour une surface de plancher totale de 386 609 m2.
Les immeubles sont les suivants :
- Begônias, 158 m de hauteur, 41 étages, 2008 ;
- Magnólias, 158 m de hauteur, 41 étages, 2008 ;
- Resedá, 158 m de hauteur, 41 étages, 2008 ;
- Zíneas, 158 m de hauteur, 41 étages, 2008 ;
- Limantos, 158 m de hauteur, 41 étages, 2008 ;
- Jabuticabeiras, 158 m de hauteur, 41 étages, 2008 ;
- Ipês, 158 m de hauteur, 41 étages, 2008 ;
- Capital Building, 117 m de hauteur, 31 étages, 2011 ;
- Continental Tower, 113 m de hauteur, 30 étages, 2012 ;
- Túias, 109 m de hauteur, 28 étages, 2009 ;
- Manacás, 109 m de hauteur, 28 étages, 2009 ;
- Park Tower, 98 m de hauteur, 26 étages, 2009.

La construction du complexe a coûté 1,5 milliard de Real (560 millions de $).
Les appartements ont une surface comprise entre 220 m2 et 1 600 m2. Leur prix va de 1,5 million Real (560 000 $ US) à 10 millions de Real (3,7 million de $).
Le centre commercial construit dans la base de 6 des 9 tours résidentielles a une hauteur de 53 mètres et comprend 180 magasins.
L'architecte de l'ensemble est l'agence  Escritório Técnico Julio Neves Pablo Slemenson.
Le promoteur de l'immeuble est la société JHSF Empreendimentos Imobiliários.